# 美し都〜がんばろやWe love KOBE〜
「美し都〜がんばろやWe love KOBE〜」(うましみやこ　がんばろや・ウィ・ラヴ・コウベ)は、平松愛理の16枚目のシングル。

## 概要
1995年1月17日に発生した阪神・淡路大震災（兵庫県南部地震）からの神戸復興「がんばろや! WE LOVE KOBE」キャンペーンソングとして同年3月27日に発表された。この震災では、平松も神戸市須磨区の実家が全壊している。作詞を手がけた阿久悠も、同震災で甚大な被害を被った淡路島の出身である。コーラスに岡村孝子、沢田知可子、大江千里（大阪・藤井寺市出身だが、関西学院大学（西宮市）卒業でもある）、島倉千代子が参加している。この作品はチャリティーシングルとして発売されたため、印税は神戸復興のチャリティー基金となる（現在廃盤）。同年7月末には売り上げ枚数が11万枚に達し、同年8月29日にはCDの収益金と印税988万8千円が阿久から当時の笹山幸俊神戸市長に寄付されている。
震災で一時中断していたJR西日本の観光キャンペーン「三都物語」を再開するに当たってこのCMソングとしても流された。Kiss-FM KOBE（現・Kiss FM KOBE。開局に際して阿久が最高顧問を務めた）では同年4月から6月にかけて同局の "Kiss HOTRAXX" （ヘヴィー・ローテーション対象曲）として集中的にオンエアされた。
オリコンチャートでは最高位49位。2004年まで本曲はアルバム未収録曲だったが、2005年発売のオムニバス『名曲発掘! ジュエル・バラッズ』で初めてアルバム収録となった。ただし、平松のアルバムには本曲は長らく収められておらず、ベストアルバムでは2011年発売のポニーキャニオン時代の楽曲を収めた『平松愛理 GOLDEN BEST』に、オリジナルアルバムでは2012年発売のアルバム『花と太陽』にて新録版として収録された。
震災のチャリティーシングルとして発売された同曲だが神戸を象徴する曲ともなり、2010年5月30日にはスカイマークスタジアムで行われたプロ野球公式戦・オリックスvsヤクルト戦の試合前セレモニー（当日は、「がんばろうKOBEデー」と指定されていた）で国歌斉唱と併せて平松によって同曲が歌われた。
2020年9月には「皆さんと作ったMV『美し都〜がんばろや We Love KOBE〜NIPPON version』」が誕生した。これは平松が毎週金曜日に生放送を行うYouTubeチャネル「SLOW ROOM」の企画の一つである。兼ねてからこの曲を歌ってほしいとのリクエストはあったものの、唯一の共作であることと阪神淡路復興支援チャリティーライブ「KOBE MEETING」で歌っているようにあくまで阪神淡路大震災からの復興を願った歌であることから歌うことは避けていた。ある日、阿久悠がこの曲に寄せるテーマとして「心に太陽を。唇に歌を。」と話していたことを思い出し、その言葉こそ今の自分たちに必要なのではないかと感じたという。歌詞はほぼ変えず、サビの"KOBE"を"NIPPON"に変えて歌いたい旨を関係者に伝えたところ株式会社阿久悠の代表を務める悠の子息から理解を頂けたことからこの曲へこぎつけた。

## 収録曲
1. 美し都〜がんばろやWe love KOBE〜
  - 作詞：阿久悠／作曲：平松愛理／編曲：清水信之
2. 美し都〜がんばろやWe love KOBE〜（オリジナルカラオケ）